# Franciscus Maelson

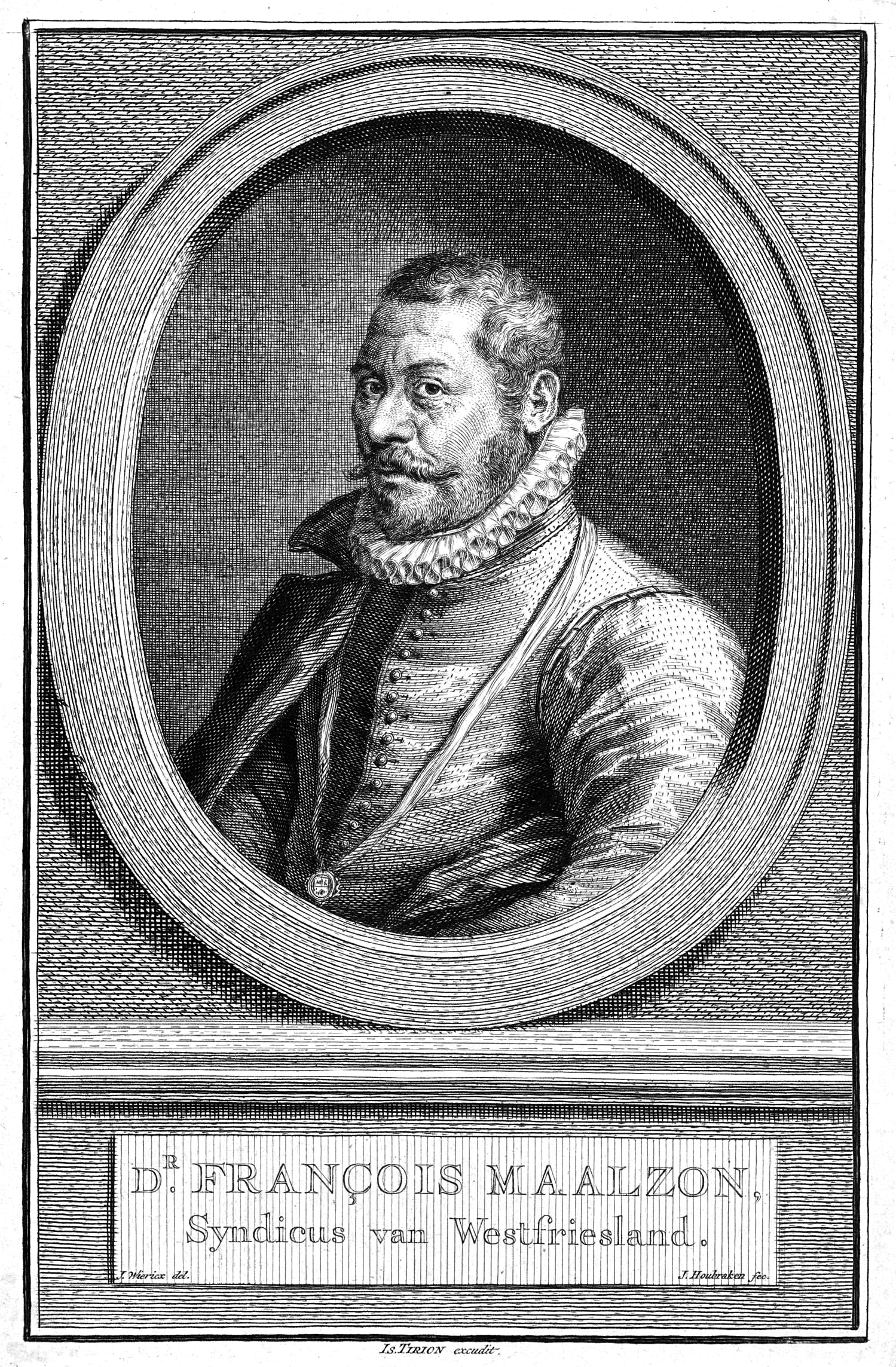
François Maelson (Jacob Houbraken)

Franciscus (of François) Maelson (Enkhuizen, 1538 - vóór 1602) was een Nederlands medicus, staatsman en afgevaardigde van de Staten van Holland. Als zoon van Pieter Maekschoon luidde zijn eigenlijke naam Frans Pietersz. Maekschoon. Hij veranderde het in Maelson.

## Biografie
In 1563 werd Maelson als eerste stadsmedicijnmeester in Noord-Holland aangesteld in Enkhuizen. Hij kreeg hiervoor 42 gulden per jaar. Na 1572 trad hij in staatsdienst. 
Enkhuizen was een vooruitstrevende stad met de aanstelling van Maelson. In Delft was in 1557 al een 'Stads-Doctor' aangesteld; in Den Haag werd die echter pas in 1579 aangesteld, in Amsterdam pas in 1655.
Hierna werd Maelson pensionaris van Enkhuizen, lid van de Gecommitteerde Raden van West-Friesland en Raad van prins Willem van Oranje. In 1575 en 1585 werd hij naar koningin Elizabeth I van Engeland gestuurd voor een diplomatieke missie, en in 1596 reisde hij voor een opdracht naar de 19-jarige koning Christiaan IV van Denemarken.
Maelson had veel kennis opgedaan van de zeevaart en verleende cartograaf Lucas Janszoon Wagenaer (1533 - 1606?) financiële steun. Hiermee kon Wagenaer twee zeekaartboeken met beschrijvingen uitgeven. In 1594 werd Maelson medefinancier van de eerste expeditie die een zeeroute 'om de Noord' naar Indië probeerde te vinden. De Engelsen zochten die route al in het midden van de 16de eeuw en ontdekten zo in 1553 Nova Zembla.

## Trivia
- In Den Haag is een straat genoemd naar François Maelson.
- In Hoorn bevindt zich de Maelson Apotheek, en is de Maelsonstraat naar hem vernoemd.